# Italiens herrlandslag i volleyboll
Italiens herrlandslag i volleyboll (italienska: Nazionale di pallavolo maschile dell'Italia) representerar Italien i volleyboll på herrsidan. Laget upplevde en storhetsperiod mellan slutet av 1980-talet och mitten av 2000-talets första decennium, och blev världsmästare 1990., 1994. och 1998. samt tog olympiskt silver 1996. och 2004.
Laget blev även Europamästare 1989, 1993, 1995, 1999, 2003 och 2005.

### Fotnoter
1. ↑  Todor Krastev (19 mars 1990). ”Men Volleyball XII World Championship 1990 Rio de Janeiro (BRA) - 18-28.10 - Winner Italy” (på engelska). Sport Statistics. Arkiverad från originalet den 16 november 2015. https://web.archive.org/web/20151116062019/http://todor66.com/volleyball/World/Men_1990.html. Läst 25 juni 2015.
2. ↑  Todor Krastev (19 mars 1994). ”Men Volleyball XIII World Championship 1994 Athens (GRE) - 29.09 - 08.10 - Champion Italy” (på engelska). Sport Statistics. Arkiverad från originalet den 16 november 2015. https://web.archive.org/web/20151116062024/http://todor66.com/volleyball/World/Men_1994.html. Läst 25 juni 2015.
3. ↑  Todor Krastev (19 mars 1998). ”Men Volleyball XIV World Championship 1998 Japan - 13-29.11 - Champion Italy” (på engelska). Sport Statistics. Arkiverad från originalet den 29 december 2014. https://web.archive.org/web/20141229151908/http://todor66.com/volleyball/World/Men_1998.html. Läst 25 juni 2015.
4. ↑  Todor Krastev (19 mars 1996). ”Men Volleyball XXVI Olympic Games 1996 Atlanta (USA) - 21.07-04.08 Winner Netherlands” (på engelska). Sport Statistics. Arkiverad från originalet den 26 juni 2015. https://web.archive.org/web/20150626142627/http://todor66.com/volleyball/Olympics/Men_1996.html. Läst 25 juni 2015.
5. ↑  Todor Krastev (19 mars 2004). ”Men Volleyball XXVIII Olympic Games 2004 Athens (GRE) - 15-29.08 Winner Brazil” (på engelska). Sport Statistics. Arkiverad från originalet den 1 maj 2011. https://web.archive.org/web/20110501223723/http://www.todor66.com/volleyball/Olympics/Men_2004.html. Läst 25 juni 2015.
6. ↑  Todor Krastev (19 mars 1989). ”Men Volleyball XVI European Championship 1989 Stockholm (SWE) - 23.09-01.10 Winner Italy” (på engelska). Sport Statistics. Arkiverad från originalet den 26 juni 2015. https://web.archive.org/web/20150626142132/http://todor66.com/volleyball/Europe/Men_1989.html. Läst 25 juni 2015.
7. ↑  Todor Krastev (19 mars 1993). ”Men Volleyball XVIII European Championship 1993 Turku (FIN) - 04-12.09 Winner Italy” (på engelska). Sport Statistics. Arkiverad från originalet den 26 juni 2015. https://web.archive.org/web/20150626103149/http://todor66.com/volleyball/Europe/Men_1993.html. Läst 25 juni 2015.
8. ↑  Todor Krastev (19 mars 1995). ”Men Volleyball XIX European Championship 1995 Athens (GRE) 08-16.09 Winner Italy” (på engelska). Sport Statistics. Arkiverad från originalet den 26 juni 2015. https://web.archive.org/web/20150626133859/http://todor66.com/volleyball/Europe/Men_1995.html. Läst 25 juni 2015.
9. ↑  Todor Krastev (19 mars 1999). ”Men Volleyball XXI European Championship 1999 Vienna (AUT) - 07-12.09 Winner Italy” (på engelska). Sport Statistics. Arkiverad från originalet den 26 juni 2015. https://web.archive.org/web/20150626114310/http://todor66.com/volleyball/Europe/Men_1999.html. Läst 25 juni 2015.
10. ↑  Todor Krastev (19 mars 2003). ”Men Volleyball XXIII European Championship 2003 Berlin (GER) - 05-14.09 Winner Italy” (på engelska). Sport Statistics. Arkiverad från originalet den 26 juni 2015. https://web.archive.org/web/20150626140232/http://todor66.com/volleyball/Europe/Men_2003.html. Läst 25 juni 2015.
11. ↑  Todor Krastev (19 mars 2005). ”Men Volleyball XXIV European Championship 2005 Roma(ITA), Belgrade(SCG) - 02-11.09 Winner Italy” (på engelska). Sport Statistics. Arkiverad från originalet den 24 mars 2012. https://web.archive.org/web/20120324231930/http://todor66.com/volleyball/Europe/Men_2005.html. Läst 25 juni 2015.